# Fédération internationale des sociétés de philosophie
La Fédération internationale des sociétés de philosophie (FISP), en anglais : International Federation of Philosophical Societies, est une fédération internationale dont les sociétés membres recouvrent tous les pays dans lesquels il existe une école philosophique significative[réf. nécessaire], il y a plus de 80 États membres d'après la FISP dont 49 sociétés nationales, 34 sociétés internationales et 2 sociétés amies. Elle a été fondée en 1948.
Son président est W. McBride (West Lafayette)[Quand ?]. La société parraine le Congrès mondial de philosophie qui se tient tous les cinq ans.

## Direction

### Présidents
- 1998 - 2003 : İoanna Kuçuradi[4]

### Secrétaires généraux
- 1988 - 1998 : İoanna Kuçuradi[4]